# 津村秀夫
津村 秀夫（つむら ひでお、1907年8月15日 - 1985年8月12日）は、日本の映画評論家。父は法学博士津村秀松、弟は詩人の津村信夫、長男は俳優の津村鷹志。

## 来歴・人物
兵庫県神戸市出身、第七高等学校卒業。1931年東北帝国大学独文科卒。
朝日新聞社に入社し、同紙の映画批評欄を担当、「Q」の名で映画評を書く。芸術としての映画を論じたさきがけである。1937年上期の池谷信三郎賞を受賞。『文学界』1942年10月号に掲載された座談会「近代の超克」の出席者の一人としても知られる。
戦後は1949年10月号からの復刊『アサヒカメラ』編集長に（7年間）。同誌の顧問に伊奈信男、金丸重嶺、木村伊兵衛、渡辺義雄を迎える。
退職後は映画評論家として「週刊朝日」などで執筆する傍ら、毎日映画コンクールの選定委員、財団法人都民劇場理事などを務めた。1962年慶應義塾大学、共立女子大学講師。1973年、紫綬褒章。

## 著書
- 映画と批評 正続 小山書店 1939-40 のち角川文庫
- 映画政策論 中央公論社 1943
- 映画と鑑賞 創元社 1941-1943
- 映画戦 朝日新聞社 1944
- 青春の回想 文明社 1946
- 新しい映画美 正続 創元社 1949－51
- 今日の映画 要書房 1950
- 映画美の味はひ方 大泉書店 1951
- 映画と人生 創元社 1953
- 私の映画遍歴 角川書店 1954
- 映画と人間像 三笠書房 1955
- 溝口健二というおのこ 実業之日本社 1958
- 映画美を求めて 勁草書房 1966
- 世界映画の作家と作風 1－2 勁草書房 1969-74
- 不滅の映画美を今日にさぐる 勁草書房 1977
- 遠くの島から来た手紙 勁草書房 1984